# Корнев, Александр Степанович
Алекса́ндр Степа́нович Ко́рнев (1921—2003) — полковник Советской Армии, участник Великой Отечественной войны, Герой Советского Союза (1944).

## Биография
Александр Корнев родился 26 января 1921 года в Ейске. Учился в Орджоникидзевском техникуме путей сообщения, одновременно занимался в аэроклубе. В 1939 году Корнев был призван на службу в Рабоче-крестьянскую Красную Армию. В 1940 году он окончил Качинскую военную авиационную школу пилотов. С августа 1941 года — на фронтах Великой Отечественной войны. В 1942 году Корнев окончил курсы усовершенствования штурманов. Участвовал в Курской битве, освобождении Украинской ССР, Румынии и Венгрии.
К лету 1944 года майор Александр Корнев командовал эскадрильей 809-го штурмового авиаполка (264-й штурмовой авиадивизии, 5-го штурмового авиационного корпуса, 2-й воздушной армии, 1-го Украинского фронта). К тому времени он совершил 227 боевых вылетов на штурмовку скоплений боевой техники и живой силы противника, его оборонительных рубежей, нанеся ему большие потери.
Указом Президиума Верховного Совета СССР от 2 августа 1944 года за «образцовое выполнение боевых заданий командования по уничтожению живой силы и техники противника и проявленные при этом мужество и героизм» майор Александр Корнев был удостоен высокого звания Героя Советского Союза с вручением ордена Ленина и медали «Золотая Звезда» за номером 2383.
После окончания войны Корнев продолжил службу в Советской Армии. В 1951 году он окончил Военно-воздушную академию в Киеве. В 1957—1976 годах Корнев преподавал в ней. Был уволен в запас в звании полковника. Проживал в Киеве. Умер 29 августа 2003 года, похоронен на Берковецком кладбище Киева.

## Награды
Был также награждён двумя орденами Красного Знамени, орденами Александра Невского, Отечественной войны 1-й степени, Красной Звезды, «За службу Родине в Вооружённых Силах СССР» 3-й степени, рядом медалей.